# Oberitalienische Seen

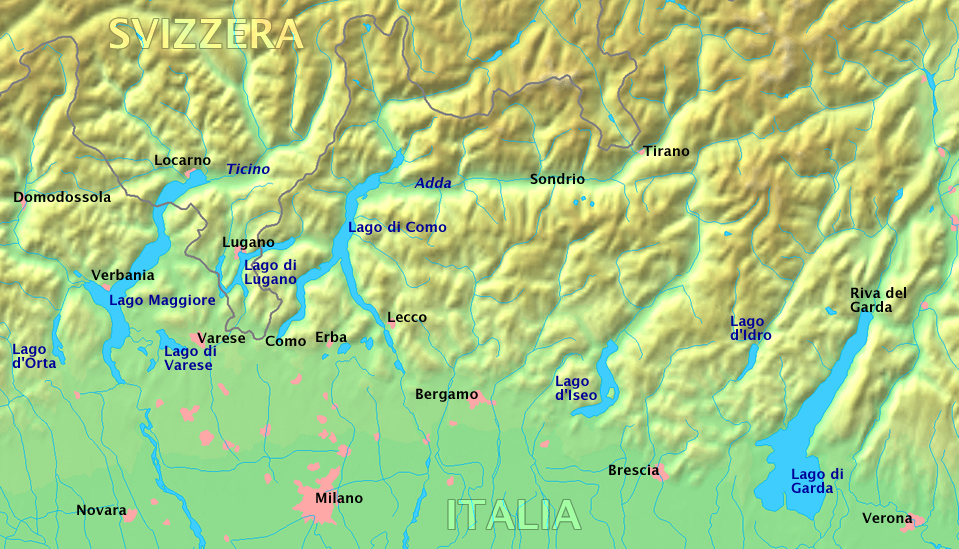
Die oberitalienischen Seen

Die Oberitalienischen Seen, auch Insubrische Seen genannt, liegen am Südrand der Alpen und sind durch die Schürfarbeit eiszeitlicher Gletscher entstanden. Es sind damit Gletscherrandseen; eine spezielle Seeform sind die Zungenbeckenseen.
Die flächenmäßig größten Seen sind die Folgenden:
- Gardasee (369,98 km²; italienisch Lago di Garda oder Bènaco)
- Lago Maggiore (212,5 km²; ital. auch Lago Verbano, deutsch Langensee; teilweise auf Schweizer Territorium (Kanton Tessin))
- Comer See (146 km²; auch Comosee, ital. Lago di Como oder Lario)
- Iseosee (65,3 km²; ital. Lago d’Iseo oder Sebino)
- Luganersee (48,7 km²; ital. Lago di Lugano oder Ceresio; größtenteils auf Schweizer Territorium (Kanton Tessin))
- Ortasee (18,2 km²; ital. Lago d’Orta oder Cusio)
- Lago di Varese (14,9 km²)
- Idrosee (11,4 km²; ital. auch Erídio)